# Кінофестиваль у Сіджасі

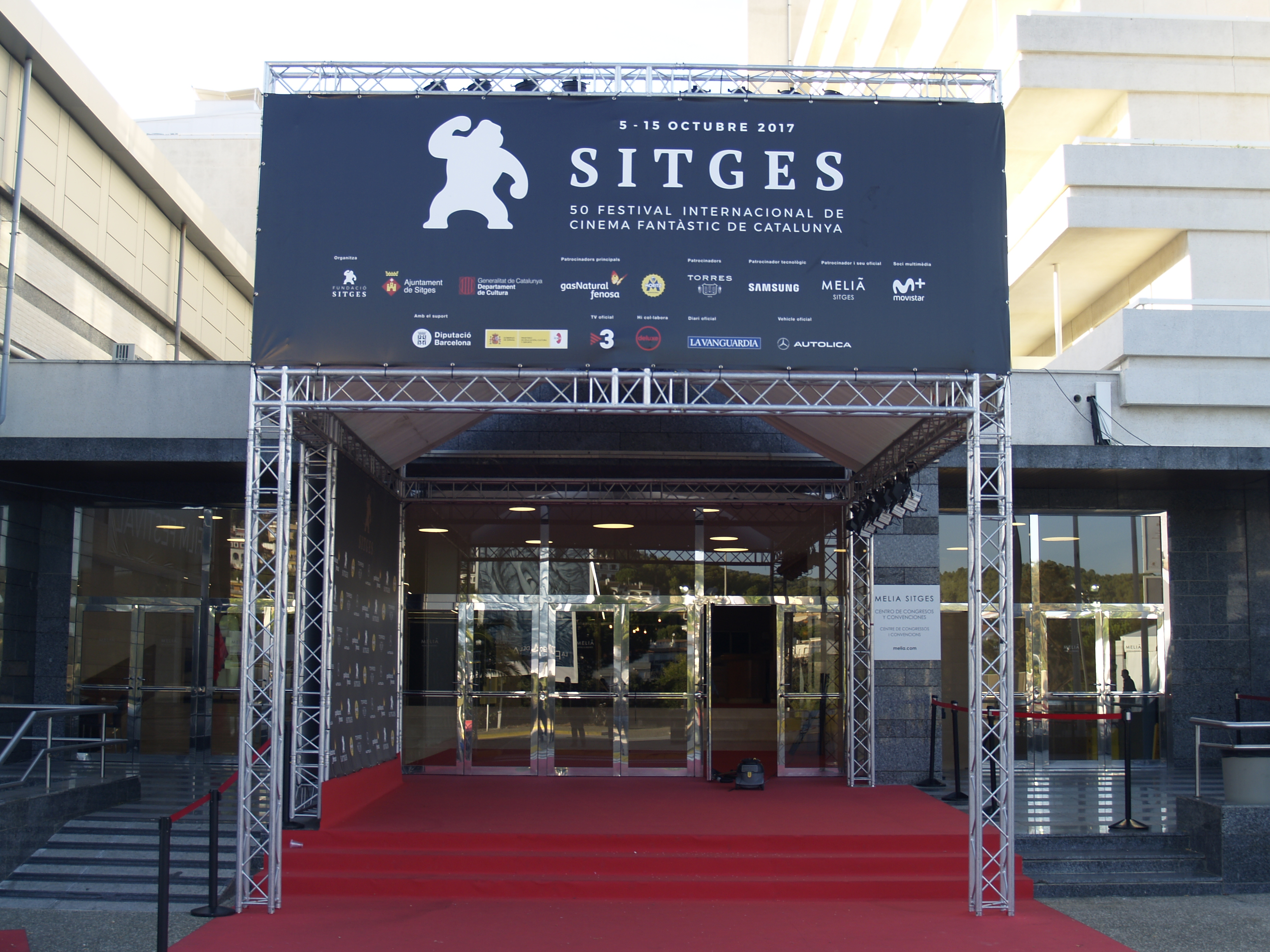
Готель Meliá Sitges

Каталонський Міжнародний фестиваль фантастичного кіно (кат. Festival Internacional de Cinema Fantàstic de Catalunya) — кінофестиваль фантастичного кіно і фільмів жахів, що проходить у каталонському місті Сіджас з 1967 року. Входить до Європейської федерації фестивалів фантастичних фільмів (англ. European Federation of Fantastic Film Festivals), яка включає фестивалі в Сіджасі, Римі, Брюсселі, Порту, Люксембурзі, Еспоо та Амстердамі. Фестиваль акредитований Міжнародною федерацією асоціацій кінопродюсерів (FIAPF) як конкурсний фестиваль спеціалізованих ігрових фільмів.

## Історія та опис
Історія фестивалю бере свій початок із Тижня міжнародних фільмів жахів і фантастики (Semana Internacional de Cine Fantastico y de Terror), яка проходила на каталонському курорті Сіджас з 1968 року. Конкурсна програма з'явилася в 1971 році.
На кожному фестивалі журі вручає самостійний Гран-прі (англ. Grand Prize of European Fantasy Film in Silver), що не належить до офіційних призів фестивалю. Після проведення вищезгаданих фестивалів усі удостоєні цієї нагороди стрічки заочно змагаються за головний приз Grand Prize of European Fantasy Film in Gold.

## Категорії
- Повнометражні фантастичні фільми
- Короткометражні фантастичні фільми
- Фільми жахів
- Анімаційні фільми

## Основні нагороди
- Гран-прі — нагороджується найкращий фільм за результатами голосування міжнародного журі
- Марія — премія присуджується в категоріях:
  - Найкраща режисура
  - Найкращий актор
  - Найкраща акторка
  - Найкраща операторська робота
  - Найкращий сценарій
  - Найкраща музика
  - Найкращі спецефекти
  - Найкращий грим
  - Найкраще художнє оформлення
- Приз глядацьких симпатій — нагороджується шляхом голосування глядачів фестивалю за найкращий фільм
- Герта — найкращий короткометражний та найкращий анімаційний повнометражний фільми
- Спеціальний приз журі

## Переможці
| Рік  | Найкращий фільм                      | Найкращий режисер                                                           | Найкращий актор                                                                              | Найкраща акторка                                             | П.     |
| ---- | ------------------------------------ | --------------------------------------------------------------------------- | -------------------------------------------------------------------------------------------- | ------------------------------------------------------------ | ------ |
| 1971 |                                      | Януш Маєвський (Локіс) та Майкл Скайфе (Некрофаг)                           | Вінсент Прайс (Жахливий доктор Файбс)                                                        | Йочон Йон (Жінка вогню)                                      | [ 4 ]  |
| 1972 | Спалювач трупів                      | Роберт Малліган (Інше)                                                      | Рудольф Грушинський (Спалювач трупів)                                                        | Джеральдіна Чаплін (Зростання населення: Нуль)               | [ 5 ]  |
| 1973 |                                      | Хуан Луїс Бунюель (Назустріч радісній смерті)                               | Юджин Леві (Дівчата-канібали)                                                                | Андреа Мартін (Дівчата-канібали)                             | [ 6 ]  |
| 1974 |                                      | Роберт Фуест (Повернення доктора Файбса)                                    | Марк Барнс (Будинок живих мерців)                                                            | Кристіна Гальбо (Нехай мертві лежать у могилах)              | [ 7 ]  |
| 1975 |                                      | Девід Кроненберг (Судоми)                                                   | Пол Неші (Прокляття чудовиська)                                                              | Лана Тернер (Переслідування)                                 | [ 8 ]  |
| 1976 |                                      | Даріо Ардженто (Криваво-червоне)                                            | Пітер Кушинг (Упир)                                                                          | Бренда Ваккаро (Смертельний вікенд)                          | [ 9 ]  |
| 1977 |                                      | Ден Кертіс (Спалені приношення)                                             | Берджесс Мередіт (Спалені приношення)                                                        | Карен Блек (Спалені приношення)                              | [ 10 ] |
| 1978 | Довгий вікенд                        | Річард Франклін (Патрік)                                                    | Джон Гарґрівз (Довгий вікенд)                                                                | Камілла Кітон (День жінки)                                   | [ 11 ] |
| 1979 |                                      | Юрай Герц (Красуня і чудовисько)                                            | Ґергард Олчевскі (Убивця)                                                                    | Ліза Пелікан (Дженніфер)                                     | [ 12 ] |
| 1980 |                                      | Велько Булаїч (Людина, якого треба вбити)                                   | Ніколас Ворт (Не відповідай по телефону)                                                     | Сід Гейман (Посланий Богом)                                  | [ 13 ] |
| 1981 |                                      | Валеріан Боровчик (Доктор Джекілл і жінки)                                  | Мірсеа Богдан (Казка про кохання)                                                            | Лінда Гейнс (Людські експерименти)                           | [ 14 ] |
| 1982 |                                      | Тоні Вільямс (Найближчий родич)                                             | Річард Чемберлен (Остання хвиля)                                                             | Анна Макінрой (Володарі 21 століття)                         | [ 15 ] |
| 1983 |                                      | Люк Бессон (Остання битва)                                                  | Вінсент Прайс, Крістофер Лі, Пітер Кушинг, Джон Керрадайн (Будинок довгих тіней)             | Елізабет Ворд (Одні у темряві)                               | [ 16 ] |
| 1984 | У компанії вовків                    | Карл Шекель (Вниз)                                                          | Джо Мортон (Брат з іншої планети)                                                            | Емі Медиґан (Вулиці у вогні)                                 | [ 17 ] |
| 1985 | Реаніматор                           | Сюдзі Тераяма (Прощавай, ковчег)                                            | Джон Волкотт (Повернення)                                                                    | Лорі Карділл (День мерців)                                   | [ 18 ] |
| 1986 | Синій оксамит                        | Сергій Параджанов, Додо Абашидзе (Легенда про Сурамську фортецю)            | Хуаньйо Пікорбе (За межами пристрасті)                                                       | Керолайн Вільямс (Техаська різанина бензопилкою 2)           | [ 19 ] |
| 1987 | Угорська казка                       | Пол Верговен (Робот-поліцейський)                                           | Майкл Нурі (Прихований ворог)                                                                | Джилл Шолен (Вітчим)                                         | [ 20 ] |
| 1988 | Навігатор                            | Джордж Ромеро (Мавпячі витівки)                                             | Григорій Гладій (Відступник)                                                                 | Кейт Макніл (Мавпячі витівки)                                | [ 21 ] |
| 1989 | Серце півночі                        | Пітер Гріневей (Кухар, злодій, його дружина та її коханець)                 | Майкл Гембон (Кухар, злодій, його дружина та її коханець), Ніколас Кейдж (Поцілунок вампіра) | Розанна Аркетт (Чорна веселка)                               | [ 22 ] |
| 1990 | Генрі: портрет серійного вбивці      | Сем Реймі (Людина пітьми), Джон Мак-Нотон (Генрі: портрет серійного вбивці) | Джефф Голдблюм (Містер Фрост)                                                                | Ліндсей Дункан (Дзеркальна шкріа)                            | [ 23 ] |
| 1991 | Європа                               | Жан-П'єр Жене, Марк Каро (Делікатеси)                                       | Домінік Пінон (Делікатеси)                                                                   | Джульєт Стівенсон (Щиро, шалено, сильно)                     | [ 24 ] |
| 1992 | Людина кусає собаку                  | Квентін Тарантіно (Скажені пси)                                             | Бенуа Пульворд (Людина кусає собаку)                                                         | Джой Вонг (Китайська історія привидів 3)                     | [ 25 ] |
| 1993 | Орландо                              | Дейв Бортвік (Таємні пригоди Тома Тамба)                                    | Федеріко Луппі (Хронос)                                                                      | Дженніфер Ворд-Ліленд (Відчайдушні заходи)                   | [ 26 ] |
| 1994 | 71 фрагмент хронології випадковостей | Скотт Мак-Ґігі, Девід Сігель (Шви)                                          | Сантьяго Сеґура (Хустино: Пенсіонер-вбивця)                                                  | Джейн Горрокс (Смертельна порада)                            | [ 27 ] |
| 1995 | Громадянин Ікс                       | Крис Джеролмо (Громадянин Ікс), Майкл Алмерейда (Надя)                      | Стівен Рі (Громадянин Ікс)                                                                   | Бріджит Фонда (Магія)                                        | [ 28 ] |
| 1996 | Записки в узголів'я                  | Мохсен Махмальбаф (Габбех)                                                  | Джеймс Вудс (Вбивця: Щоденник вбивств)                                                       | Мелинда Кларк (Вбивчий язик)                                 | [ 29 ] |
| 1997 | Гаттака                              | Скотт Рейнольдс (Виродок)                                                   | Сем Роквелл (Лугові собачки)                                                                 | Різ Візерспун (Автострада)                                   | [ 30 ] |
| 1998 | Куб                                  | Майкл Ді Джакомо (Звірі та господар застави)                                | Джаред Гарріс (Транс)                                                                        | Евелін Дандрі (Щурятник)                                     | [ 31 ] |
| 1999 | Дзвінок                              | Бен Гопкінс (Саймон Магус)                                                  | Ноа Тейлор (Саймон Магус)                                                                    | Емма Віларасау (Без імені)                                   | [ 32 ] |
| 2000 | У світлі Місяця                      | Geoffrey Wright (Вбивства в Черрі-Фолс)                                     | Стів Рейлсбік (In the Light of the Moon)                                                     |                                                              | [ 33 ] |
| 2001 | Відок                                | Бред Андерсон (Дев'ята сесія)                                               | Едуард Фернандес (Фауст 5.0)                                                                 | Юкі Амамі (Інуґамі)                                          | [ 34 ] |
| 2002 | Дракула: сторінки з щоденника діви   | Девід Кроненберг (Павук)                                                    | Джеремі Нортем (Кодер)                                                                       | Анжела Беттіс (Мей)                                          | [ 35 ] |
| 2003 | Дзатоіті                             | Александр Ажа (Висока напруга)                                              | Роберт Дауні-молодший (Співаючий детектив)                                                   | Сесіль де Франс (Висока напруга)                             | [ 36 ] |
| 2004 | Олдбой                               | Джонні То (Сенсація)                                                        | Кристіан Бейл (Машиніст)                                                                     | Моника Лопес (Незваний гість)                                | [ 37 ] |
| 2005 | Тверда цукерка                       | Джонні То (Вибори)                                                          | Лі Каншен (Норовлива хмара)                                                                  | Лі Йон Е (Співчуття пані Помста)                             | [ 38 ] |
| 2006 | Реквієм                              | Мартин Вайз (Канібал з Ротенбурга)                                          | Томас Кречманн, Томас Губер (Канібал з Ротенбурга)                                           | Сандра Гюллер (Реквієм)                                      | [ 39 ] |
| 2007 | Позамежжя                            | Жауме Балагеро та Пако Пласа (Репортаж)                                     | Сем Роквелл (Джошуа)                                                                         | Мануела Веласко (Репортаж)                                   | [ 40 ] |
| 2008 | Спостереження                        | Кім Чжи Ун (Хороший, поганий, божевільний)                                  | Браян Кокс (Рудий)                                                                           | Семра Туран (Боєць)                                          | [ 41 ] |
| 2009 | Місяць                               | Бриянте Мендоса (Бійня)                                                     | Сем Роквелл (Місяць)                                                                         | Єлена Анайя (Скелети Залізного острова) та Кім Ок Пін (Жага) | [ 42 ] |
| 2010 | Санта на продаж                      | Ялмарі Геландер (Санта на продаж)                                           | Патрик Фабіан (Останнє вигнання диявола)                                                     | Джозі Хо (Будинок мрії)                                      | [ 43 ] |
| 2011 | Червоний штат                        | Джулія Лі (Спляча красуня)                                                  | Майкл Паркс (Червоний штат)                                                                  | Бріт Мерлінґ (Інша Земля)                                    | [ 44 ] |
| 2012 | Корпорація «Святі мотори»            | Леос Каракс (Корпорація «Святі мотори»)                                     | Вінсент Д'Онофріо (На ланцюгу)                                                               | Еліс Лоу (Коханці на колесах)                                | [ 45 ] |
| 2013 | Борґман                              | Наво Папушадо, Арон Кешаліс (Дуже погані хлопці)                            | Енді Лау (Сліпий детектив)                                                                   | Джуно Темпл (Магія, магія)                                   | [ 46 ] |
| 2014 | Я — початок                          | Йонас Говартс (Дитинча)                                                     | Натан Філліпс (Останні години), Кодзі Якусьо (Світ Канако)                                   | Ессі Девіс (Бабадук), Джуліанн Мур (Зоряна карта)            | [ 47 ] |
| 2015 | Запрошення                           | С. Крейг Залер (Кістяний томагавк)                                          | Джоел Едгертон (Подарунок)                                                                   | Пілі Груан (Надновий заповіт)                                | [ 48 ] |
| 2016 | Людина — швейцарський ніж            | Йон Сан Хо (Потяг до Пусана)                                                | Деніел Редкліфф (Людина — швейцарський ніж)                                                  | Сеннія Нануа (Нова ера Z)                                    | [ 49 ] |
| 2017 | Місяць Юпітера                       | Коралі Фаржа (Помста)                                                       | Рейф Сполл (Ритуал)                                                                          | Марша Тімоті (Марліна, вбивця у чотирьох актах)              | [ 50 ] |
| 2018 | Екстаз                               | Панос Косматос (Менді)                                                      | Хасан Маджуні (Свиня)                                                                        | Андреа Райзборо (Менді)                                      | [ 51 ] |